# Jean-Paul Chifflet
Jean-Paul Chifflet (* 17. Juni 1949 in Tournon-sur-Rhône; † 25. Mai 2017 in Saint-Jean-de-Muzols) war ein französischer Bankier und Manager.

## Leben
Seit 1973 war Chifflet für die Crédit Agricole tätig, die er von März 2010 bis Mai 2015 als CEO leitete.